# 염선재
염선재(金岩里)은 대한민국 충청남도 계룡시에 있는 조선시대 김종서 장군의 7대 손이자 김장생의 부인인 순천 김씨의 사당이다. 1990년 9월 27일 충청남도의 문화재자료 제316호로 지정되었다.

## 개요
김종서 장군의 7대 손이자 김장생의 부인인 순천 김씨의 사당이다.
고종 19년(1882)에 지은 이 건물은 앞면 4칸·옆면 2칸 규모이며, 지붕은 옆면에서 볼 때 여덟 팔(八)자 모양인 팔작지붕이다.
1987년에는 부패되어 손상된 기둥 밑부분을 절단하고 화강석으로 보강하였다.

## 같이 보기
- 김장생

## 참고 문헌
- 염선재 - 국가유산청 국가유산포털